# Zomerpanterspin
De zomerpanterspin (Alopecosa aculeata) is een spinnensoort uit de familie van de wolfspinnen (Lycosidae).
De wetenschappelijke naam van de soort werd in 1758 als Araneus aculeatus gepubliceerd door Carl Alexander Clerck.